# Deziderij Švara
Deziderij Švara, umetnik, slikar, * 5. april 1934, Ricmanje pri Trstu, † 25. december 2020, Trst.

## Življenje in delo
Deziderij Švara se je rodil v Ricmanjih v občini Dolina pri Trstu, oče Marij, kmet, mati Alojzija, kmetica. Bil je prvorojenec in želja staršev je bila, da bi bil krščen kot Željko, a takrat so bila v Italiji zaradi fašizma prepovedana tuja imena, zato je bil uradno krščen kot Desiderio. V domači vasi je obiskoval tri leta osnovne šole v italijanskem jeziku, potem pa so šolo ukinili zaradi vojne. Po vojni je opravil še eno leto in pol industrijske šole in se pri štirinajstih letih zaposlil kot mizar, nato je delal v tovarni.
Že kot otrok je imel željo po risanju in zato je opazoval tržaške slikarje, ki so prihajali v Ricmanje, saj jih je očaral tamkajšnji krasni razgled na mesto Trst in morje. Ko je delal v tovarni, je risal in slikal v prostem času, spoznal je tržaškega slikarja Riccarda Tostija, ki ga je naučil dobro obvladovati slikarske veščine. Pravi mentor pa je bil gotovo tržaški slikar in umetnostni kritik Milko Bambič, ki ga je spodbujal, da bi poglobil študij umetnosti in tako je kot privatist leta 1966 opravil maturo na umetnostnem liceju v Benetkah, kasneje pa habilitacijo za poučevanje likovne vzgoje v Bologni. V sedemdesetih letih je bil s Francem Vecchietom, Edijem Žerjalom, Frankom Volkom, Borisem Zulianom in drugimi umetniki soustanovitelj Grupe U. Pogosto se je udeleževal likovnih kolonij, saj so bile to zanimive priložnosti za širše poznavanje umetnosti in umetnikov: v Sloveniji, Makedoniji, na Dunaju v Avstriji, poleg bližnje Istre. Leta 1985 so ga službeno poslali v Pariz in nato na otok Martinika v Antilih v Karibskem morju za pet let, kar je tudi vplivalo na njegovo umetnost, saj je od tedaj začel uporabljati živahnejše barve v svojih slikah.  Dozorel je vsekakor v slovenskem tržaškem okolju ob slikarjih prejšnje generacije, kot že prej omenjeni Bambič, a tudi v zgledovanju po Avgustu Černigoju, Bogdanu Gromu, Jožetu Cesarju, Lojzetu Spacalu in drugih. Bil je med ustanovitelji Društva zamejskih likovnikov, in tudi član društva umetnikov KONS.
Deziderij Švara je ogromno razstavljal, postavil je nad sto osebnih razstav in sodeloval je pri več kot 350 skupinskih razstavah.
Leta 2010 je izdal knjigo Kronika družine Švara in preživetje v Bregu od naselitve do danes, kjer je njegova avtobiografija in so tudi zgodovinsko dokumentarni podatki o Slovencih v zamejstvu.
Leta 2016 sta krovni organizaciji Slovensko kulturno gospodarska zveza - SKGZ in Svet slovenskih organizaciji - SSO na osrednji proslavi ob Dnevu slovenske kulture Slovencev v Italiji  podelila Švari priznanje za posebne zasluge na kulturnem področju. 
Leta 2020 je poklonil nekaj svojih slik vsem šolam s slovenskim učnim jezikom v svoji rojstni občini Dolini.